# Inia geoffrensis
L'inia (Inia geoffrensis), detta anche bonto, è un cetaceo diffuso nelle acque dolci dell'America Meridionale.
Il nome latino Inia geoffrensis deriva dall'appellativo usato dagli indiani Guarayo della Bolivia (dagli ispano-americani è chiamata boutos o boutu, dai brasiliani boto rosa). Il nome specifico gli è stato dato in onore del naturalista francese Geoffrey St. Hilaire (1772-1850) che portò a Parigi l'esemplare proveniente dall'alto Rio delle Amazzoni, da cui nel 1817 de Blainville descrisse la specie.

## Descrizione
L'inia può arrivare a quasi 3 metri di lunghezza con gli individui che abitano il Rio delle Amazzoni, mentre gli esemplari delle popolazioni che abitano il sistema dell'Orinoco, forse ascrivibili a una sottospecie distinta, sono un po' più piccoli. La sua testa è caratterizzata da un lungo becco tubolare ricoperto da corti peli rigidi e sormontato da una fronte a bauletto il cui profilo può essere variato a volontà dall'animale, cosicché a volte è prominente e a volte piatta. Gli occhi, se pur ridotti come in tutti i Platanistidi, sembrano funzionali. Le pinne pettorali sono lunghe e larghe, e vengono usate anche per la propulsione, oltre che per virare. La pinna dorsale è sostituita da una lunga e stretta gobba, le pinne caudali sono larghe e concave. I denti, da 24 a 34 su ogni lato di ciascuna mascella, sono acuti. La colorazione è molto variabile: dipende dall'età e dall'ambiente in cui i diversi individui vivono. I giovani sono grigi, scuri sul dorso e chiari sul ventre; gli adulti sono molto più chiari, talvolta quasi bianchi, con sfumature di grigio bluastro. Alcune inie assumono una colorazione rosea (da cui il nome in portoghese di boto cor-de-rosa), talvolta quasi rossastra (da cui il nome in portoghese di boto vermelho). Quelle che vivono nelle acque di fiumi torbidi sono in genere più chiare di quelle che abitano le acque più limpide dei laghi. Alcuni esemplari in cattività sono diventati più scuri nell'acqua trasparente delle vasche dei delfinari. Dato che le vertebre cervicali non sono fuse tra loro, l'inia, a differenza degli altri cetacei, può girare la testa quasi a 90° verso il basso o da ambedue i lati. La gestazione dura poco più di 10 mesi: il piccolo misura alla nascita da 73 a 80 cm.

## Distribuzione
L'inia vive in quasi tutto il sistema fluviale del Rio delle Amazzoni e dell'Orinoco, e si spinge fino a 2800 km dal mare in Perù e Bolivia. Arriva fino all'alto Rio Negro vicino alla frontiera fra Brasile e Venezuela, e al Casiquiare in Venezuela. Quest'ultimo fiume (che si diparte dall'Orinoco e si getta nel Rio Negro, affluente dell'Amazzonia) congiunge i due bacini e potrebbe essere il punto di contatto fra le popolazioni dell'Orinoco e dell'Amazzonia: questa connessione però non è stata documentata. Del resto, più che i fiumi principali, l'inia abita gli affluenti e i laghi e le giungle allagate durante la stagione delle piogge: non si spinge mai in mare.

## Accanto all'uomo
Gli indigeni dell'Amazzonia, prevenuti da varie superstizioni, in genere non cacciano l'inia; solo in Brasile in rari casi per ricavarne olio. La crescita di insediamenti, in maggioranza da parte di persone non soggette ai tradizionali tabù, ha tuttavia comportato un notevole aumento delle uccisioni di questi curiosi e interessanti cetacei. Numerose inie sono tenute in cattività da delfinari nordamericani (una è ancora a Duisburg in Germania): vi vivono anche più di 10 anni. Un parto si è avuto nello zoo di Fort Worth, Texas, ma il piccolo è morto poco dopo la nascita.

## Guinness dei primati
L'inia è il delfino più colorato al mondo. Il colore brillante della sua pelle non è dovuto alla pigmentazione, ma alla presenza di numerosi vasi sanguigni che traspaiono sotto la pelle. La ricca vascolarizzazione serve a regolare la temperatura corporea sotto sforzo liberando calore. Appena nato è nero, per poi diventare grigio man mano che cresce, e infine rosa nella maturità.